# 駐希臘臺北代表處
駐希臘臺北代表處，亦稱駐希臘代表處，是中華民國政府派駐希臘共和國的代表機構。
代表處負責推動臺灣與希臘之間的經貿、文化、科技等各層面的雙邊關係，以及辦理護照、簽證、文件證明等领事相關業務，並提供僑民服務與旅外國人急難救助，功能等同邦交國的大使館。館務轄區為保加利亚、賽普勒斯。

## 歷史
1973年1月6日，中華民國於首都雅典設立駐希臘遠東貿易中心（Far East Trade Center）。
1990年12月28日，更名為具大使館功能的駐希臘臺北經濟文化辦事處（Taipei Economic and Cultural Office）。
2003年4月11日，再更名為駐希臘臺北代表處（Taipei Representative Office in Greece）。目前設有領務組、經濟組。

## 外部連結
- 駐希臘臺北代表處的Facebook、Twitter